# Esther Dweck
Esther Dweck GCRB • GCMD (Rio de Janeiro, 23 de maio de 1977) é uma economista, professora e escritora brasileira, filiada ao Partido dos Trabalhadores e atual ministra da Gestão e Inovação em Serviços Públicos no governo Luiz Inácio Lula da Silva.
Assumiu interinamente o Ministério dos Direitos Humanos e da Cidadania de 6 a 10 de setembro 2024.
É professora do Instituto de Economia da Universidade Federal do Rio de Janeiro (IE-UFRJ).

## Biografia

### Formação acadêmica
Dweck formou-se em Ciências Econômicas pela Universidade Federal do Rio de Janeiro (UFRJ) no ano de 1998. Em 2006, obteve seu doutoramento também pela UFRJ, ao defender a tese Uma Análise da Interação Micro-Macro com base em um modelo dinâmico multissetorial de simulação sob orientação de Mario Luiz Possas. Durante o período de doutorado realizou estudos na Scuola superiore di studi universitari e di perfezionamento Sant'Anna, em Pisa na Itália.

### Atuação
Entre os anos de 2007 e 2009, atuou como professora substituta na Universidade Federal Fluminense (UFF).
Desde 2009, Dweck atua como professora do Instituto de Economia da Universidade Federal do Rio de Janeiro (IE-UFRJ). Durante o governo de Dilma Rousseff, ocupou cargos no alto escalão do planejamento, sendo chefe da assessoria econômica do Ministério do Planejamento entre julho de 2011 e dezembro de 2014. Entre janeiro de 2015 a março de 2016 foi secretária de Orçamento Federal. Durante o processo do impeachment de Dilma Rousseff, Dweck colocou seu nome à disposição dos depoentes favoráveis ao lado da petista; contudo, o então advogado de Dilma, José Eduardo Cardozo, abriu mão do depoimento de Dweck por considerar que "os depoimentos das testemunhas de acusação comprovam que Dilma Rousseff não cometeu crime de responsabilidade". No período, foi investigada pelo Tribunal de Contas da União (TCU) por responsabilidade nas chamadas "pedaladas fiscais", quando secretária de Orçamento Federal  do Ministério do Planejamento. O processo seria arquivado em 2023 por prescrição [https://www.poder360.com.br/governo/tcu-arquiva-processo-contra-dweck-e-nelson-barbosa-por-pedaladas/]
Juntamente com os economistas Ana Luíza Matos de Oliveira, atualmente na Comissão Econômica para a América Latina e o Caribe (CEPAL), e Pedro Linhares Rossi, professor da Universidade Estadual de Campinas (Unicamp), organizou o livro Economia Pós-Pandemia: desmontando os mitos da austeridade fiscal e construindo um novo paradigma econômico pela editora Autonomia Literária, com uma proposta desenvolvimentista para a superação da crise econômica causada pela pandemia de COVID-19.
Em 2022, ao lado de Nelson Barbosa, durante o governo de transição — capitaneada por Geraldo Alckmin — foi uma das responsáveis pelo grupo de Planejamento, Orçamento e Gestão para o terceiro governo Lula. Em dezembro de 2022, Dweck foi anunciada como Ministra da Gestão por Lula.
Em 2 de janeiro de 2023, assumiu o cargo frente ao Ministério da Gestão e da Inovação em Serviços Públicos. Durante seu primeiro ano à frente do ministério, Dweck foi promovida em junho pelo presidente Lula ao último grau da Ordem do Mérito da Defesa e, em novembro, admitida à Ordem de Rio Branco, já em sua honraria máxima.
Em janeiro de 2024, anunciou o Concurso Público Nacional Unificado (CNPU), uma iniciativa para centralizar e agilizar o processo de contratação de novos servidores públicos federais.
Em 6 de setembro de 2024, assumiu interinamente a titularidade do Ministério dos Direitos Humanos e da Cidadania, após a exoneração do ministro Silvio Almeida. Permaneceu na função até a posse de Macaé Evaristo, no dia 11 do mesmo mês.

## Condecorações
| Insígnia | País   | Honra                           | Data                   |
| -------- | ------ | ------------------------------- | ---------------------- |
|          | Brasil | Grã-Cruz da Ordem de Rio Branco | 21 de novembro de 2023 |